# Никульчев, Евгений Витальевич
Евгений Витальевич Никульчев (род. 11 ноября 1975, Ступино, Московская область) — доктор технических наук (2006), профессор (2011), проректор по научной работе НОУ ВПО Московский технологический институт «ВТУ».

## Биография
- Закончил Московскую государственную академию приборостроения и информатики в 1997 г. по специальности АСОИиУ;
- Защитил кандидатскую диссертацию в 2000 г., докторскую в 2006 г. в области системного анализа;
- В 1994—2006 работал в Московском государственном университете приборостроения и информатики;
- В 2006—2011 проректор по информатизации и новым технологиям в образовании, заведующий кафедрой прикладной математики и моделирования систем Московского университета печати;
- В 2011—2012 проректор по информатизации ВГНА Минфина России;
- С 2013—2018 проректор по научной работе НОУ ВПО Московский технологический институт;
- С 2015 профессор в МИРЭА — Российском технологическом университете.
- В 2019 стал обладателем почётного учёного звания «Профессор РАО»[2].

В качестве профессора читал лекции по Теории автоматического управления, системному анализу, исследованию систем управления в МИРЭА, МГУПИ, МГУП, МАТИ, ВГНА, МТИ «ВТУ». Разработанный практикум по теории управления использовался многими вузами в качестве учебного пособия.

### Издательская деятельность
- Проект Exponentа[6], в том числе издание рейтингового журнала «Exponenta Pro. Математика в приложениях» (2003-05), ответственный секретарь, главный научный редактор[7]
- Журнал «Известия вузов. Проблемы полиграфии и издательского дела» (2006-10), заместитель главного редактора, член редакционного совета.
- Электронный журнал Cloud of Science[8](c 2013), главный редактор.

### Гранты
- Грант Президента Российской Федерации для докторов наук (2007-08)[9]
- Грант Российского фонда фундаментальных исследований, Построение динамических моделей управления распределением загрузки каналов связи в вычислительных сетях (2008—2010)[10]
- Грант Российского фонда фундаментальных исследований, Программно-математические средства параметрической идентификации и адаптивного управления системами с хаотической динамикой (2011—2013)[11]
- Грант Российского фонда фундаментальных исследований, Генерация робастного хаоса (2015)
- Грант Российского фонда фундаментальных исследований, Разработка открытой экспериментально-аналитической веб-платформы для сбора и интеллектуального анализа данных междисциплинарных исследований в области психического здоровья (2017)[12]

### Конференции и конкурсы
Организатор крупных всероссийских конференций, в том числе один из основателей регулярной конференции по Проектированию инженерных и научных приложений 2002, 2004, 2007, 2009, 2014, член программного комитета конференции молодых ученых по математическому моделированию и информационным технологиям СО РАН в 2005—2012 годах. Участник программных комитетов международных конференций, в том числе организованных IEEE.

## Научные результаты
Автор работ в области системного анализа, практического использования методов теории управления.
Наиболее существенные результаты:
- метод моделирования нелинейных динамических систем на основе экспериментальных данных, позволяющий определять структуру эволюционных уравнений, на основании использования геометрической теории решений дифференциальных уравнений, качественной теории нелинейных систем[23];
- для решения задач интервального анализа предложены вероятностно-статистические методы, ориентированные на использование в практике инженерной деятельности, в том числе для построения и информационных систем поддержки принятия решений в условиях неопределенности;
- методология идентификации систем управления на основе выявления качественных свойств технического объекта современными математическими методами и новыми информационными технологиями;
- новый принцип построения телекоммуникационных систем, использующий способы конструирования динамически-сложных управляемых систем и математическую теорию управления;
- системный метод проектирования и управления крупными интегрированными информационными системами, ориентированный на масштабируемость и оперативное внедрение технических и программных инноваций;
- проектирование информационных систем в облачной инфраструктуре (гибридном облаке)[24][25][26].

Входит по данным Российского индекса научного цитирования в топ-100 по информатике и кибернетике.